# Йорденс, Карл Генрих
Карл Генрих Йорденс (нем. Karl Heinrich Jördens; 24 апреля 1757 — 6 декабря 1835) — немецкий историк литературы.
Изучал теологию и филологию в Галле, затем работал учителем, а с 1796 г. директором лицея в силезском городке Лаубан. Его основной труд — «Словарь немецких поэтов и прозаиков» (нем. «Lexicon deutscher Dichter und Prosaisten»; Лейпциг, 1806—1811), содержащий ценные библиографические данные. Кроме того, Йорденс собрал и опубликовал двухтомник «Знаменательные случаи, характерные черты и анекдоты из жизни замечательных немецких писателей» (нем. Denkwürdigkeiten, Charakterzüge und Anekdoten aus dem Leben der vorzüglichsten deutschen Dichter; 1812).